# ديفيد سيسليني
ديفيد نيكولا سيسيليني (بالإنجليزية: David Nicola Cicilline)‏ (من مواليد 15 يوليو 1961) هو محام وسياسي أمريكي يشغل منصب نائب في مجلس النواب الأمريكي في منطقة الكونغرس الأولى في رود آيلاند منذ عام 2011. وهو عضو في الحزب الديمقراطي الأمريكي، وكان رئيس البلدية السادس والثلاثين لمدينة بروفيدنس من 2003 إلى 2011، كأول رئيس بلدية مثلي الجنس علنًا لعاصمة ولاية أمريكية.
ترأس سيسيليني اللجنة القضائية الفرعية التابعة لمجلس النواب الأمريكي والمعنية بمكافحة الاحتكار والقانون التجاري والإداري التابعة للجنة مجلس النواب الأمريكي حول السلطة القضائية. ودعم في هذا الدور الجهود المبذولة لتحديث قانون مكافحة الاحتكار في الولايات المتحدة.

## النشأة والتعليم والمسيرة المهنية في القانون
ولد سيسيليني في 15 يوليو 1961 في بروفيدنس، رود آيلاند. والدته صبرا (بيسكين) يهودية، ووالده جون فرانسيس «جاك» سيسليني إيطالي-أمريكي وكاثوليكي. كان والده محاميًا بارزًا في بروفيدنس دافع عن شخصيات المافيا المحلية في السبعينيات والثمانينيات، وكان مساعدًا لرئيس البلدية جوزيف أ. دورلي الابن.
نشأ سيسيليني في بروفيدنس قبل أن ينتقل إلى ناراغانسيت. شغل في المدرسة الثانوية منصب رئيس قسم عام تخرجه وشارك في برنامج التعليم المدني «عن قرب في واشنطن» قبل الالتحاق بجامعة براون، حيث أسس فرعًا من «الديمقراطيين الجامعيين» مع زميله في الدراسة جون إف كينيدي الابن وتخرج بملاحظة ممتاز مع إجازة في العلوم السياسية عام 1983، ثم التحق بمركز القانون بجامعة جورج تاون حيث حصل على دكتوراه في القانون.
مكث في واشنطن العاصمة لبعض الوقت للعمل كمحام في خدمة الدفاع العام في واشنطن العاصمة.
ترشح في عام 1992 لعضوية مجلس شيوخ رود آيلاند ضد السناتورة رودا بيري، لكنه خسر الانتخابات التمهيدية للحزب الديمقراطي. ٱنتخب بعد ذلك بعامين كنائب في مجلس نواب رود آيلاند، ممثلا الدائرة الرابعة في الجانب الشرقي من بروفيدنس.

## مجلس النواب في رود آيلاند (1995-2003)

### الانتخابات

#### انتخابات 1994
فاز في الانتخابات التمهيدية للديمقراطيين في عام 1994 ليخلف النائبة المتقاعدة ليندا جيه كوشنر بنسبة 56% من الأصوات ولكنه لم يتنافس في الانتخابات العامة.

#### انتخابات 1996
خاض سيسليني دون معارضة الانتخابات التمهيدية للحزب الديمقراطي عن منطقة 4 مجلس النواب في رود آيلاند في عام 1996. وهزم خصمه الجمهوري مايكل إل شاين في الانتخابات العامة بأغلبية 2,851 صوتًا مقابل 1,642 صوتًا لشين.

#### انتخابات 1998
خاض سيسليني دون معارضة الانتخابات التمهيدية للحزب الديمقراطي في عام 1998. كما خاض وفاز في الانتخابات العامة دون معارضة.

#### انتخابات 2000
خاض سيسليني دون معارضة للمرة الثالثة في الانتخابات التمهيدية للحزب الديمقراطي في عام 2000. وخاض للمرة الثانية وفاز في الانتخابات العامة دون معارضة.

## رئيس بلدية بروفيدنس (2003-2011)

### انتخابات 2002
هزم سيسليني كلا من جوزيف ر. باولينو الابن وكيفن إيه ماكينا وديفيد في إيغليوزي في الانتخابات التمهيدية للحزب الديمقراطي.
انتُخب سيسليني في نوفمبر 2002 بأغلبية ساحقة بنسبة 84% من الأصوات بعد سقوط رئيس البلدية المثير للجدل بادي شانشي وعقب عملية نهب القبة. وقد خلف القائم بأعمال رئيس البلدية جون جيه لومباردي الذي قضى فترة ولاية شانشي الذي قرر عدم الترشح في انتخابات عام 2002.

### انتخابات 2006
هزم سيسليني كريستوفر ف. يونغ في الانتخابات التمهيدية للحزب الديمقراطي في عام 2006. وواصل فوزه بإعادة انتخابه بسهولة بنسبة 83% من الأصوات.

### العهدة

#### تقييمات الموافقة
وجدت دراسة استقصائية أجرتها جامعة براون في سبتمبر 2007 أن 64% من سكان الولاية وافقوا على المجهود الوظيفي الذي كان سيسيليني يقوم بها في بروفيدنس. انخفض هذا الرقم إلى 51% بحلول فبراير 2008، وانخفضت شعبيته إلى 46% في سبتمبر 2008، وانخفضت إلى 28% بحلول مايو 2012.

#### الانتماءات
كان سيسيليني رئيس «المؤتمر الوطني لرؤساء البلديات الديمقراطيين» لعام 2008. كان بصفته رئيس بلدية عضوًا في «تحالف رؤساء البلديات ضد الأسلحة غير القانونية»، وهي مجموعة ثنائية الحزب بهدف معلن هو «جعل الشعب أكثر أمانًا من خلال إزالة الأسلحة غير القانونية من الشوارع». ترأس رئيس بلدية بوسطن توماس مينينو ورئيس بلدية مدينة نيويورك مايكل بلومبيرغ التحالف.
عمل سيسيليني في عام 2009 كواحد من ستة أعضاء في لجنة الاختيار ل«جائزة رودي برونر للتميز الحضري».

#### التركيز
ركزت إدارة سيسيلين على الأحياء السكنية في بروفيدنس، فضلاً عن مناطق «النهضة» في وسط المدينة وفيديرال هيل التي ازدهرت في عهد رئيس البلدية شانشي، واستمر في الترويج للمدينة من خلال الإعفاءات الضريبية الممنوحة للفنانين والمنتجين السينمائيين. تغلب سيسيليني كونه كان مشرعًا سابقًا للولاية على العداء بين حكومة الولاية وحكومة المدينة التي كانت موجودة في عهد شانشي.

##### ضريبة رأس الطالب
اشتهر اسم سيسيليني في عناوين الصحف الوطنية في مايو 2009 بعد اقتراح ضريبة رأس قدرها 150 دولارًا لكل فصل دراسي على كل طالب من طلاب الكلية البالغ عددهم 25,000 طالب الذين يحضرون أربع جامعات في المدينة. كانت الضريبة محاولة لإغلاق حوالي 6-8 مليون دولار من عجز ميزانية المدينة البالغ 17 مليون دولار. ذكرت وكالة أسوشيتد برس أنه إذا تم سن الضريبة، فإنها ستصبح أول ضريبة في البلاد تُفرض على الطلاب لمجرد تسجيلهم والتحاقهم بالجامعة داخل حدود المدينة.

##### البيئة
أعرب سيسيليني عن قلقه بشأن البصمة الكربونية لمنطقة بروفيدنس الحضرية. وسعى بصفته رئيس بلدية إلى تنفيذ نظام الترام/القطار الخفيف للمدينة. كما ركز جهوده على محاربة الفقر. وفاز بإقرار عقوبة الممتلكات الشاغرة والمتروكة لتوفير حافز اقتصادي للبنوك لإبقاء العقارات خارج سوق الإسكان لفترات طويلة من الزمن. كما اقترح سندات بلدية لغرض شراء عقارات ممنوعة لتوسيع المساكن.

#### برامج ما بعد المدرسة
يدعم سيسيليني بشدة أنشطة ما بعد المدرسة كوسيلة لتحسين الفرص للأطفال. عمل سيسيليني بصفته رئيس البلدية كرئيس للجنة الدائمة للأطفال والصحة والخدمات الإنسانية في مؤتمر الولايات المتحدة لرؤساء البلديات. تم الاعتراف به أيضًا لجهوده في إنشاء برامج الشباب وتقوية الروابط بين المدارس والشركات والحكومة المحلية من أجل توسيع الوصول إلى برامج ما بعد المدرسة. عمل مسؤولو المدينة في فترة عهدته مع شراكة التعليم في رود آيلاند لتشكيل «تحالف بروفيدنس بعد المدرسة». عمل سيسيليني أيضًا في مجلس إدارة تحالف منظمة بعد المدرسة الوطنية غير الربحية، وهي منظمة تعمل على تعزيز ودعم أنشطة ما بعد المدرسة لجميع الأطفال.

#### الدعارة
كانت أغلب الدعارة قانونية في ولاية رود آيلاند بين عامي 1980 و 2009. كان سيسيليني بصفته رئيس البلدية من أشد المدافعين عن تجريمها. شهد سيسيليني شخصيًا في المحكمة العليا لإيقاف افتتاح «المنتجعات الصحية» في بروفيدنس وناقش موقفه في الفيلم الوثائقي «النهايات السعيدة؟» في عام 2009.
 ضغط في 2 سبتمبر 2009 من أجل قانون الدعارة؛ ليس فقط للقبض على العاملين في مجال الجنس وعملائهم ولكن أيضًا لفرض غرامة على أصحاب العقارات الذين يسمحون بالدعارة في أماكن عملهم. قدم سيسيليني أمرًا إلى مجلس المدينة لحظر الدعارة في الأماكن المغلقة في المدينة وفرض غرامة قدرها 500 دولار وحكم بالسجن لمدة 30 يومًا على المخالفين. وقع حاكم ولاية رود آيلاند دونالد كارسييري في 3 نوفمبر 2009 على مشروع قانون يجعل بيع وشراء الخدمات الجنسية جريمة.

#### الانتخابات التمهيدية الرئاسية الديمقراطية
دعم سيسليني هيلاري كلينتون خلال الانتخابات التمهيدية الديموقراطية 2008. حضر المؤتمر الوطني الديمقراطي في دنفر في أغسطس 2008. أخبر أحد المحاورين أثناء وجوده هناك أنه أصبح يدعم باراك أوباما قائلاً «هناك شعور حقيقي بالأمل والتفاؤل بشأن ما نحن على وشك القيام به، وحول فرصة في القيادة في هذا البلد».

## مجلس النواب الأمريكي (2011 إلى الوقت الحاضر)

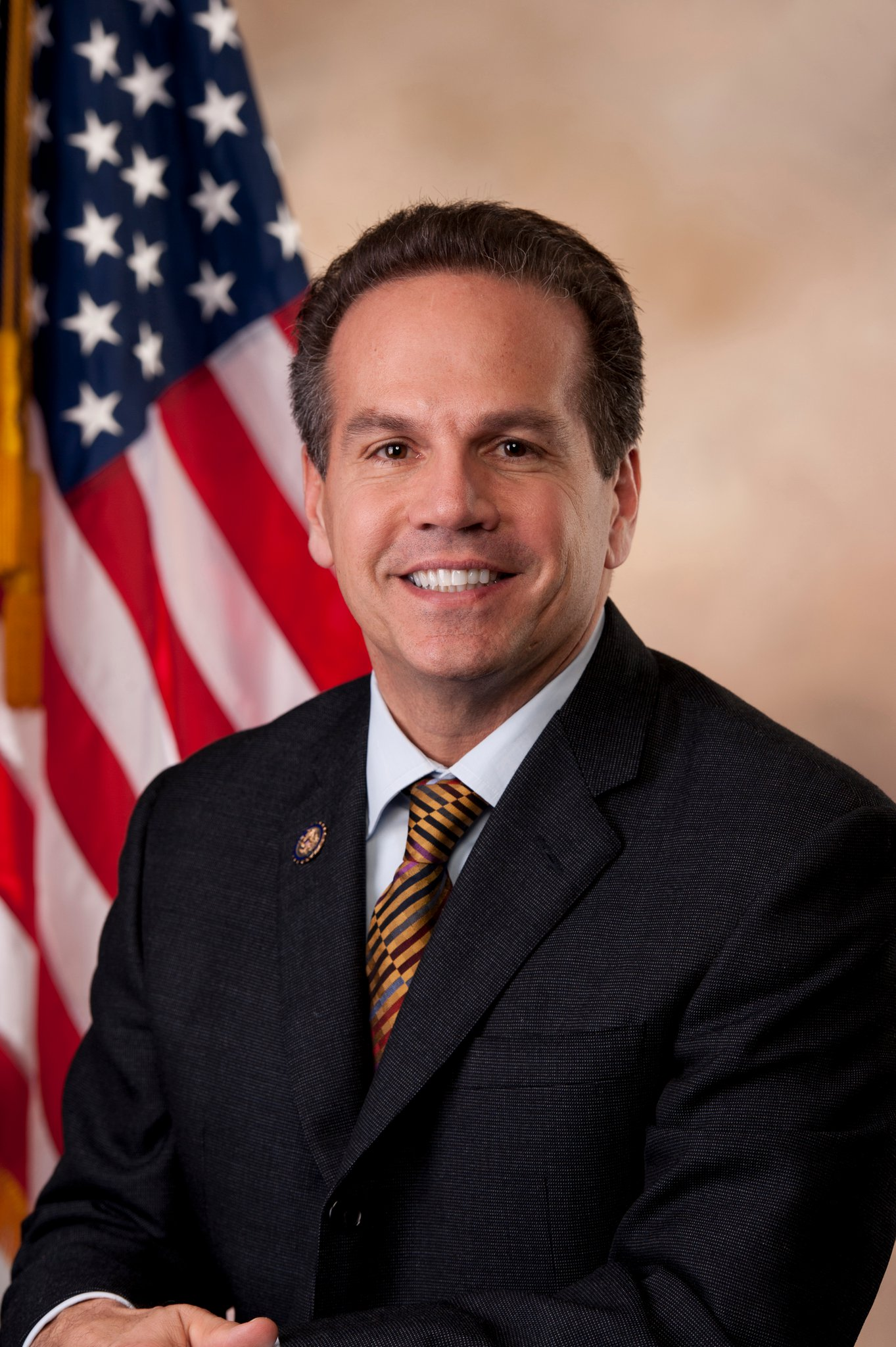
الصورة الرسمية للكونغرس 112 لسيسيليني

### الانتخابات

#### انتخابات 2010
أعلن سيسليني في 13 فبراير 2010 عن ترشحه لمجلس النواب الأمريكي، بعد تقاعد باتريك ج. كينيدي. فاز في الانتخابات التمهيدية للحزب الديمقراطي في سبتمبر بنسبة 37% من الأصوات، وهزم رجل الأعمال أنتوني جيما (23%) والنائب البرلماني في الولاية ديفيد سيغال (20%) ورئيس الحزب الديمقراطي في الولاية بيل لينش (20%).
هزم النائب البرلماني في الولاية عن الحزب الجمهوري الأمريكي جون جيه لوغلين الابن بنسبة 51% من الأصوات.

#### انتخابات 2012
ترشح لإعادة انتخابه في الدائرة الأولى المعاد ترسيمها حديثًا وفاز بها. تغلب على مدير شرطة ولاية رود آيلاند السابق براندان دوهرتي بنسبة 53% من إجمالي الأصوات المدلى بها.
أظهر استطلاع أجري في فبراير 2012 أن تصنيف موافقة سيسليني قد انخفض بنسبة 10% تقريبًا في 3 أشهر، مع انخفاض النسبة المئوية لأولئك الذين صنفوا أدائه على أنه «ممتاز أو جيد» بنسبة 24%. قال أنتوني جيما الخصم الأساسي لسيسيليني بأن الاستطلاع أظهر بوضوح أن «غالبية سكان رود آيلاند يريدون رحيل سيسليني».
تم الإبلاغ في عام 2011 عن أنه على الرغم من أن رود آيلاند شهدت تحولًا سكانيًا بلغ 7,200 فقط فإن خريطة جديدة للكونغرس ستضع 125,000 من سكان رود آيلاند في مناطق جديدة مما سيساعد الديمقراطيين - ولا سيما سيسليني. اتهم زميله الديمقراطي في مجلس النواب جيم لانغفين سيسيليني بمحاولة استخدام إعادة تقسيم الدوائر للمساعدة في حملة إعادة انتخابه. اقترح المتنافسون الجمهوريون المحتملون أنها كانت محاولة لإنقاذ سيسيليني بعد أن انخفضت أرقام موافقته. رفض سيسليني المزاعم وأكد أنه لم يحاول التأثير على إعادة تقسيم الدوائر.

#### انتخابات 2014
هزم سيسليني في عام 2014 خصمه الديمقراطي الأساسي ماثيو فكتو، بنسبة 62.98% من الأصوات. أعيد انتخابه لولاية ثالثة في الانتخابات العامة وهزم المرشح الجمهوري كورميك لينش بـ 59% من الأصوات.

#### انتخابات 2016
أعيد انتخاب سيسيليني لولاية رابعة متغلبًا على المرشح الجمهوري إتش. راسل تاوب بنسبة 64% من الأصوات.

#### انتخابات 2018
خاض سيسليني الانتخابات التمهيدية ضد كريستوفر يونغ. أثناء الحملة انتقد كل من يونغ وخصم سيسليني الجمهوري باتريك دونوفان سلوك سيسليني في جلسة استماع لبيتر سترزوك. قال يونغ إن سيسيليني كان «يصرخ مثل مجنون». وقال دونوفان: «ما فعله السيد سيسيليني في جلسة الاستماع كان طفوليًا. أن تصرخ بهذه الطريقة ليس جزءًا مما يفترض أن يفعله يمثل مصالحنا في واشنطن.» هزم سيسليني يونغ في الانتخابات التمهيدية بنسبة 78% من الأصوات.
صرح سيسيليني في سبتمبر أنه إذا أصبح الديموقراطيون حزب الأغلبية في مجلس النواب فسوف يترشح لمنصب زعيم ديمقراطي مساعد. أيد «تحالف نيوتاون أكشن» سيسيليني في انتخابات 2018 لعمله على مشروع قانون حظر الأسلحة الهجومية الذي قدمه إلى مجلس النواب.
فاز سيسليني في الانتخابات العامة بفوزه على المرشح الجمهوري باتريك دونوفان بنسبة 66.6% من الأصوات.

#### انتخابات 2020
خاض سيسليني دون معارضة في الانتخابات التمهيدية للحزب الديمقراطي لعام 2020. حصل على 70.8% من الأصوات في الانتخابات العامة متغلبًا على المرشحين المستقلين فريدريك ويسوكي وجيفري إدوارد ليمير اللذين حصلا على 15.8% و 12.6% على التوالي.

### العهدة

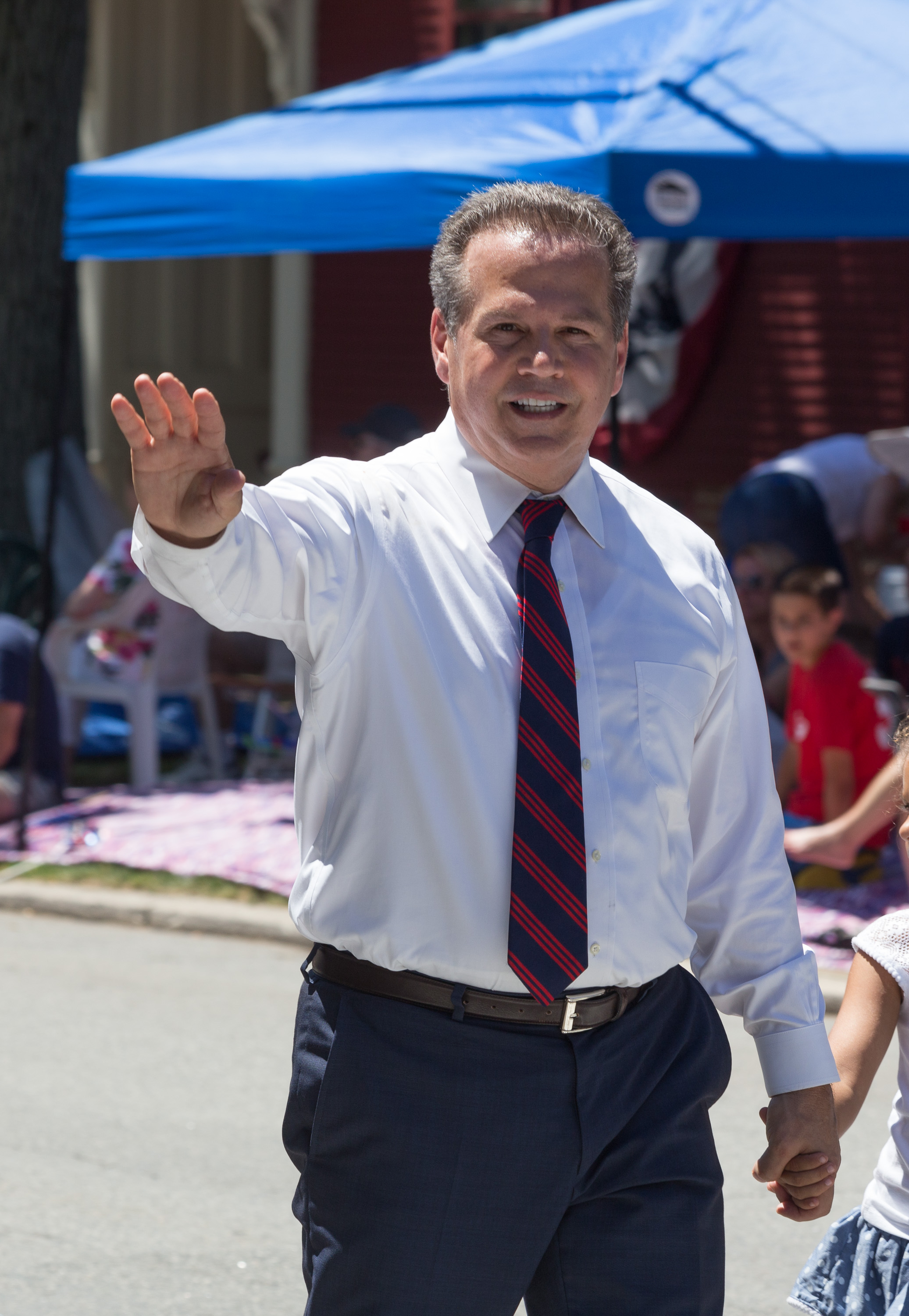
شارك سيسليني في موكب بريستول الرابع من يوليو 2017

أصبح سيسليني رابع نائب مثلي الجنس علنًا في الكونغرس بعد أداءه اليمين الدستورية.
صوت سيسليني مع حزبه 96% من الوقت. وقد أطلق عليه وصف «الليبرالي ذو الميول الشعبوية». شغل منذ عام 2016 منصب الرئيس المشارك للجنة السياسات والاتصالات. وقد وُصِف ب«النجم الصاعد» في الحزب الديمقراطي. انتخب التجمع الديمقراطي سيسليني رئيسًا للجنة الديمقراطية للسياسة والاتصالات بعد أن انسحب من السباق ليصبح مساعدًا للزعيم الديمقراطي. بصفته رئيس اللجنة الديمقراطية للسياسة والاتصالات سيكون سيسليني مسئولا عن إستراتيجية الرسائل الخاصة بالتجمع.
صوت سيسليني لصالح كلا البندين الخاصين بدعوى عزل الرئيس الأمريكي دونالد ترامب.
تم تعيين سيسيليني في 12 يناير 2021 مديرا لدعوى عزل الرئيس الأمريكي دونالد ترامب الثانية.
قلَّدَ السفير البرتغالي لدى الولايات المتحدة دومينغوس تيكسيرا دي أبرو فاس فيتال سيسليني كضابط أكبر في نيشان الأمير هنري.
صوت سيسليني اعتبارًا من مارس 2022 بما يتماشى مع موقف الرئيس الأمريكي جو بايدن المعلن بنسبة 100% من الوقت.

#### حقوق المثليين
شارك سيسيليني في مارس 2011 في رعاية مشروع قانون لإلغاء قانون الدفاع عن الزواج، ودعم الجهود لتشريع زواج المثليين في الولايات المتحدة.
قدم سيسيليني في عام 2015 قانون المساواة، وهو مشروع قانون من شأنه أن يوسع قانون الحقوق المدنية لعام 1964 لحظر التمييز على أساس التوجه الجنسي والهوية الجندرية. أعاد تقديم قانون المساواة في سبتمبر 2017. وأعاد تقديمه مرة أخرى في عام 2019، وهي المرة الأولى التي تم تقديمه فيها في مجلس يسيطر عليه الديمقراطيون. ووافق مجلس النواب الأمريكي على مشروع القانون في 17 مايو/أيار 2019.
سأل سيسيليني في سبتمبر 2016 مديرة وكالة إنفاذ قوانين الهجرة والجمارك بالولايات المتحدة سارا سالدانا عما تفعله وكالتها «لتعزيز» المبادئ التوجيهية للأفراد من مجتمع المثليين في عهدة إدارة الهجرة والجمارك. أجابت سالدانا أن ضباط مكتب الهجرة والجمارك تحدثوا مع مهاجرين غير شرعيين من مجتمع المثليين من أجل إيوائهم بشكل صحيح أثناء وجودهم في مرافق الاحتجاز الأمريكية.
كان سيسيليني الراعي المشارك ل«قانون حظر الدفاع عند الذعر من المثليين والمتحولين» (بالإنجليزية: The Gay and Trans Panic Defense Prohibition Act)‏ في يوليو 2018. سيمنع هذا القانون محامي الدفاع من استخدام كون هوية الضحية من مجتمع المثليين كمبرر لارتكاب جريمة أو للدفاع عن عقوبات مخففة على أساس أن هناك ظروفًا مخففة دفعت موكليهم للهجوم بعنف. كان سيسيليني في ذلك العام أيضًا واحدا من أكثر من 100 عضو ديمقراطي في الكونغرس عارضوا قرار وزارة الخارجية برفض أو إلغاء التأشيرات الدبلوماسية للشركاء المثليين غير المتزوجين للدبلوماسيين الأجانب.

#### الإجهاض
سيسيليني مؤيد للاختيار، ويدعو إلى أن تكون عمليات الإجهاض متاحة دائمًا بشكل قانوني، وأن يتم توفير التمويل الحكومي للعيادات والمرافق الطبية التي تقدم خدمات الإجهاض. عارض قانون حماية الحياة الصادر في أكتوبر 2011، والذي كان من شأنه أن يحظر استخدام التمويل الفيدرالي لتغطية أي تكاليف بموجب خطط الرعاية الصحية التي تدفع للإجهاض ويسمح للمستشفيات الممولة اتحاديًا برفض إجراء عمليات الإجهاض حتى في الحالات في التي تكون حياة الأم في خطر. قال سيسليني إن مشروع القانون سيعرض حياة النساء للخطر وسيحد «كيف يمكن للمرأة أن تنفق أموالها الخاصة لشراء التأمين الصحي»، ووصفه بأنه «شائن».
صوت سيسيليني في فبراير 2011 ضد حظر صرف الأموال الفيدرالية لجمعية تنظيم الأسرة الأمريكية وضد حظر تمويل دافعي الضرائب لعمليات الإجهاض في مايو 2011. وشارك في رعاية قانون مبادرة العنف ضد صحة المرأة 2011 والذي سعى إلى «تحسين تقييم نظام الرعاية الصحية والاستجابة للعنف الأسري والعنف في المواعدة والاعتداء الجنسي والمطاردة ولأغراض أخرى».

### قيادة لجان مجلس النواب
- رئيس لجنة السياسة الديمقراطية والاتصالات (2019–)
- الرئيس المشارك للجنة الديمقراطية للسياسة والاتصالات (2017-2019)

### مهام اللجان
- لجنة مجلس النواب الأمريكي للشؤون الخارجية
  - اللجنة الفرعية المعنية بأوروبا وأوراسيا والتهديدات الناشئة
  - اللجنة الفرعية للشرق الأوسط وشمال أفريقيا
  - اللجنة الفرعية للرقابة والتحقيقات
- لجنة القضاء
  - اللجنة الفرعية لمكافحة الاحتكار والقانون التجاري والإداري (رئيسًا)
  - اللجنة الفرعية المعنية بالجريمة والإرهاب والأمن الداخلي

### عضويات التجمعات
- تجمع الكونغرس للفنون[89]
- تجمع الأرضية المشتركة في الكونغرس (مؤسس مشارك)
- التجمع التقدمي بالكونغرس (نائب الرئيس)[90]
- تجمع الكونغرس لشراء السلع الأمريكية
- تجمع المجلس للصناعة
- تجمع حقوق الإبداع في الكونغرس
- تجمع الكونغرس لمساواة المثليين. (رئيس مشارك)[91]
- تجمع مكافحة الاحتكار
- تجمع حلول المناخ في المجلس[92]
- تجمع البلطيق في المجلس[93]
- تجمعات ما بعد المدرسة[94]
- التجمع الدولي للحفظ في الكونغرس بالولايات المتحدة[95]
- تجمع ميديكير للجميع
- تجمع حفظ السلام بالكونغرس (المؤسس المشارك/الرئيس المشارك)[96]
- تجمع الدبلوماسية (مؤسس مشارك/رئيس مشارك)[97]